# 31☆アイドリーム
『31☆アイドリーム』（サーティーワン☆アイドリーム）は、種村有菜による日本の漫画作品。『MELODY』（白泉社）にて2013年6月号から連載中。『りぼん』（集英社）との専属契約が終了し、種村にとっては集英社以外での初の連載作品でもある。

## あらすじ
出版社勤めのOL・出口千影は31歳。彼氏なし、趣味なし、特技なしと地味な人生を送っているが、中学時代は優等生で、卒業式の日には告白しに来る男子が大勢いるほどの清楚系美少女だった。そんなある日、中学の同窓会で同級生だった都北や中学の卒業式で告白された同級生・ハルとも再会する。しかし後日職場で同僚が自分のことを喪女呼ばわりし、笑いものにしているのを聞いてしまい、さらにハルが別の元同級生と歩いているのを目撃し、絶望のあまり川で入水自殺を図る。
それを通りかかった都北に目撃され、感情をぶちまけた千影に、都北は自分が勤める製薬会社で開発され、国に研究を差し止められた薬の試作品「アイドリーム」を渡す。それは一時的に体を若返らせる薬だった。被検体として薬を飲んだ千影は15歳の姿になり、嬉々として都北のマンションを去る。その姿で街を歩いていた千影は、走り寄ってきた男に有無を言わせずとあるCMの撮影現場へ連れていかれ、ながれのままにドタキャンしたモデルの代役を引き受けることに。その相手役は今をときめくアイドルユニット「バレンタイン」の舞堂響だった。スタッフに名前を聞かれた千影はとっさに「出口あかり」と名乗る。撮影は千影が完全な素人だったため順調とは言えなかった。そして撮影中の響の機転で千影は彼と人生初のキスをしてしまう。
CMが雑誌やテレビで流れだすと、「響の相手役は誰だ？！」と騒ぎになるが、CMを目にした都北が千影だと見抜いたことで、「あかり＝千影」という秘密を共有する関係に。そして千影は都北に叱咤され「かつての自分を変えるため」出口あかりとして芸能界デビューすることを決めたのだった。

## 登場人物
出口千影（でぐち ちかげ）
主人公。出版社勤務の31歳。処女。
中学時代はあまりの可愛さから学年のマドンナ的存在だったが、卒業後は女子校に進学した上に本人曰く「奥さんや彼女がいる男性以外と話すのは苦手」な事や、無難で平穏な生活を好んでいたこともあり、女子力は低め。下戸でクリームソーダが好物。
都北に精神的に救われ、OLと15歳の新人アイドル「出口あかり」の二足のわらじ生活をスタートする。OLとして働いているときは黒のパンツスーツが定番服となっている。歌やダンスも得意ではない。
「あかり」の秘密を共有し、支えてくれる都北のことは「いい友達」だと思っていたが、職場の後輩である花美と都北の関係を知り、2人がよりを戻す後押しをした後で感じた胸の痛みが失恋によるものであること、都北に恋していたことを悟る。
最終的にゆことの対決に勝利し、響から「空の五線譜」という新曲（正式なデビュー曲）をもらうが、響の提案で作詞することになる。
都北完士（ときた かんし）
千影の中学時代のクラスメイトの1人。現在は製薬会社勤めで彼女もいる。中学時代はいじめられっ子で、ハルと千影にだけ笑顔を見せていた。告白すらできなかったが千影が初恋。千影に試作段階で開発を止められた「アイドリーム」をこっそり渡し、経過を観察しながら見守っている。
「あかり」に中学時代の千影を重ね、アイドル活動を応援しながらも、初恋と5年付き合っている恋人とのあいだで苦悩することに。恋人がある理由から浮気を重ねていたことにショックを受けたが、最後は婚約する。なお、恋人も千影も出版社勤務だとは知っていたが、先輩後輩の関係であるとは知らなかった。
舞堂響（まいどう ひびき）
15歳のアイドル。元子役モデルで、12歳から芸能界にいる。人気絶頂のアイドルユニット「バレンタイン」のメンバーで努力家。『猫と私の金曜日』に登場する舞堂奏の長兄で、両親がいないため兄弟5人の生活を支えている苦労人でもある。夢は海外で音楽やミュージカルのプロデューサーになること。
真白（ましろ）
「バレンタイン」のメンバー。マッシュルームのような髪型から、あだ名は「るーくん」。割と無口でちょっとぼんやりしたところがあり、天才肌で自分にも他人にも厳しい響にはよく叱られている。テレビ収録前に引退を考えていたが、同じく本番前で震えているあかりに叱咤され、もう少し頑張ることを決意。そのことがきっかけであかりに一目ぼれし、後日告白。渋るあかりに「付き合ううちに（自分のことを）好きになるかも」と告げ、それを受けたあかりと付き合い始めることに。あまり体が丈夫ではないが、彼女となったあかりにいいところを見せたくて、受ける仕事を増やすなどの無茶をすることもある。
公には伏せられているが、次項のゆこは双子の姉で、実の父親は『紳士同盟†』の天宮潮のおじにあたり、現在は天宮姓を名乗る千里と潮の家に姉と共に引き取られている。
二階堂ゆこ（にかいどう ゆこ）
あかりがテレビ収録で歌った響プロデュースの楽曲を本来歌うはずだったアイドル。幼い頃からレッスンを受けているためダンスも歌も得意。響に気があるのかスキンシップを図っては邪険にされている。芸能人が通う、警備の厳しい私立学校に通っている（るーや響も同じ学校に通う）。
自分がドタキャンした結果、あかりとは響プロデュースの座を賭けて争う関係にあり、あかりが響の妹・小夜歌（さやか）のお迎えを頼まれ、「委任状がなければ預けられない」との理由で保育園に断られて授業中の学校へたどり着いた時も、仕事のため移動を始めるところだった自分の制服を貸して潜入する手助けをすると見せかけ、あかりがいなくなってから警備員に不審者の連絡を入れるなど、響が絡む時は少々えげつないこともする。
あかりとの対決の際にあかりに嫌がらせをしていたのが自分のマネージャーだと発覚したため、最終イベント後に辞退を申し出たが、あかりのライブパフォーマンスがニュースに取り上げられたことで、もともとあった2000枚以上の売上の差は逆転され、敗北していた。
国立悠輝（くにたち はるき）
ゆことあかりのバトルイベントを運営していた会社の担当者。中学時代の千影や都北と仲の良かった「ハルくん」その人。10代の千影の面影があるあかりのことは、千影と同じ出口姓を名乗っていることから「千影の親戚の子」だと思っている。
中学時代、千影に片思いしており、卒業時に告白したが、告白とは気付かれずに玉砕。同窓会での再会を経て大人の恋愛を始めようとするが、恋愛経験の薄い千影に振り回され、都北との間でひそかに彼女の奪い合いを展開する。
花美雛菊（はなみ ひなぎく）
出版社での千影の後輩。千影を「喪女」とからかいいじめていた1人。通称「花美ちゃん」。都北には「ヒナ」と呼ばれている。
今ではモテる美人だが、学生時代はいわゆる「デブス」で、男子からからかわれ続けたためこじらせている。5年前には度々痴漢に遭うようなスタイルの良い美人になっていたが、前髪で顔を隠す癖がついていた。合コンで都北と出会ったことで前髪を分けてイメチェンした。
紆余曲折の末に都北の恋人になったが、ある時、都北の部屋で見つけた中学時代の写真と同じものを千影が持っていた（千影が社内の廊下で落としたのを拾った）ため、喪女の千影がかつては美少女だと知り、「可愛いは騙せる」と美の追求を始めた。しかし千影が都北の部屋に出入りし始めた頃から「都北が初恋（=千影）を諦めていないんじゃないか」という不安に駆られ、本人にはぶつけられずに浮気を重ねるが、千影が間を取り持ったことで婚約に至る。

## 書誌情報
- 種村有菜 『31☆アイドリーム』 白泉社〈花とゆめCOMICS〉 既刊7巻（2020年7月3日現在）
  1. 2014年3月25日発売、ISBN 978-4-592-21721-3
    - 「有菜のまんが道」（書下ろし）収録

  2. 2014年12月25日発売、ISBN 978-4-592-21722-0
  3. 2015年12月18日発売、ISBN 978-4-592-21723-7
    - キャラクターソングCD付き特装版 ISBN 978-4-592-10563-3

  4. 2016年11月4日発売、ISBN 978-4-592-21724-4
  5. 2017年8月4日発売、ISBN 978-4-592-21725-1
  6. 2018年7月5日発売、ISBN 978-4-592-21806-7
  7. 2020年7月3日発売、ISBN 978-4-592-21807-4